# Канис, Полина Владимировна
Поли́на Влади́мировна Ка́нис (род. 2 августа 1985, Ленинград) — российская художница, обладательница премий Кандинского (2011) и премии им. Сергея Курёхина (2016). В 2011 году окончила Школу им. Родченко. Ее работы были представлены на многочисленных персональных и групповых выставках, кинофестивалях и кинопоказах, в том числе на персональной выставке в Haus der Kunst Munich (2017), программе VISIO в Палаццо Строцци во Флоренции (2019), параллельной программе биеннале «Манифеста 10», в 2015 году на Уральской промышленной биеннале современного искусства, музее современного искусства Гараж (2014, 2018), на VI Московской международной биеннале молодого искусства (2015), Московском международном фестивале экспериментального кино (2016, 2018), Гамбургском фестивале короткометражных фильмов (2019) и многих других. Ее фильмы хранятся в коллекциях многочисленных музеев и фондов, в том числе Fonds régional d'art contemporain Bretagne, In Between Art Film S.r.l., Рим, Фонда Kadist, Париж.

## Биография
Полина Канис родилась в 1985 году в Ленинграде. Окончила Российский государственный педагогический университет имени А. И. Герцена (2000-2006 гг.) и Педагогический колледж №1 им. Н.А. Некрасова (2000-2006 гг.). Позже переехала в Москву, работала ассистентом продюсера в Filmservice Production.
В 2008 году поступила в Московскую школу фотографии и мультимедиа им. Родченко (мастерские Ирины Меглинской и Кирилла Преображенского, 2008—2011 гг.).
В 2011 году она была удостоена премии Кандинского в номинации «Лучший молодой художник» за проект «Яйца» (2010). В этом же году Канис работает над проектом «Разминка», который был показан на групповой выставке «Аудитория Москва. Эскиз публичного пространства» в выставочном зале «Белые палаты» под кураторством Давида Риффа и Екатерины Деготь. Работа также находится в коллекции фонда Kadist. Кроме того, «Разминка» была показана в рамках выставки In the Heart of the Country в Музее Современного искусства в Варшаве.
В 2012 году наряду с группой «Война», AES+F, Олегом Куликом и др. Канис принимала участие в выставке Russian Renaissance в Brot Kunsthalle, Вена.
В 2013 создаёт работу «Новый флаг» о разнице между репрезентацией какой-либо идеологической формы и механизмом её создания. Этот проект был показан на групповой выставке «Время репетиций» в галерее «Триумф». Работа была также представлена на одноименной персональной выставке Канис в Новой Голландии (2013).
В 2014 Канис работает над двумя проектами: «Парадный портрет» и «Праздник». В «Празднике» художница показывает момент репрессии, скрывающийся в ритуале празднования: «В видео праздник показывается как событие, в котором репрессия гендерной роли, распыленная в повседневности, кристаллизуются в ритуале празднования. Толпа молчащих мужчин в униформе двигается в тесной комнате, без музыки и принуждения, на полу поблескивает праздничный мусор. Заостренная нелепость сцены раскрывается как повод для ритуалов ухаживания и соблазна, но этот смысл сцены намеренно изъят. В условном празднике блестящий мусор не радует и знаки соблазна не соблазняют, они настолько нелепы, что даже не нуждаются в деконструкции», – А. Евангели о «Празднике».
Этот проект Полины Канис был удостоен специального приза Stella Art Foundation и Института Франции в рамках премии «Инновация» (2015).
«Праздник» Канис также был представлен на Уральской индустриальной биеннале современного искусства в 2015 году. Центр современного искусства Luigi Pecci (Centro Pecci) выбрал работу «Праздник» для выставки The End of the World.
С работой «Парадный портрет» Канис принимала участие в параллельной программе биеннале «Манифеста 10» в 2014 году. «Главным мотивом становится бесконечность ожидания – мы слышим рокот мотора как символ готовности к действию, шест подготовлен, фигуры послушно складываются в флаг – эта бесконечная репетиция обречена так и остаться в вечности, не став моментом истории. Ритуал поднятия флага, призванный продемонстрировать победоносную силу, в срежиссированной бесконечности, лишь обнажает бессилие производимого действия: флаг поднимается на закрытой, публично невидимой территории, его торжественное возведение становится метафорой победы, которой никогда не произойдет» – Дарья Атлас.
В 2016 году Канис получила премию им. Сергея Курёхина в номинации «Медиа-объект» за видео «Бассейн» (2015).
Впервые проект был представлен на выставке «Внутри события» в галерее Artwin как специальный проект 6-й Московской биеннале современного искусства (2015). «Бассейн» также был показан на Rauma Biennale Balticum (2016). Три года спустя, «Бассейн» Канис был представлен в программе VISIO. Moving images After Post-Internet в Палаццо Строцци во Флоренции под кураторством Леонардо Бигаци (Leonardo Bigazzi).
Видео находится в нескольких коллекциях, в том числе In Between Art Film S.r.l. и Fonds régional d'art contemporain Bretagne.  
В 2016 году художница участвовала в арт-резиденции Rote Fabrik в Цюрихе при поддержке швейцарского совета по культуре Pro Helvetia.
В 2017 году состоялась персональная выставка Полины Канис в Haus der Kunst Munich под кураторством Даниэля Милнеса. «В «Процедуре» Канис берет вымышленное музейное здание, лежащее в руинах после неизвестной катастрофы, за отправную точку для своих размышлений о коллективности и разобщенности. По мере того, как последовательности разворачиваются, зритель попадает в герметически закрытую систему, при этом здание и окружающий его лес формируют зону отчуждения. Доступ во внешний мир разрешается только после завершения рутинной процедуры допроса и досмотра в приграничной зоне. Любые попытки выяснить, что случилось со зданием, вызывают одинаковый ответ со стороны опрашиваемых: «Я ничего не видел». Когда мы начинаем разгадывать логику этой вселенной, мы понимаем, что неизвестное событие, которое привело персонажей к этому моменту, стало вторичным по отношению к процедуре, которая развивалась по его прошествии» – Даниэль Милнес.
Проект «Процедура» был показан в рамках программы Open? онлайн-павильона Российской Федерации на архитектурной биеннале в Венеции (2020). «Процедура» попала в шорт-лист премии Кандинского 2016 года.
В 2017-2018 годах Полина Канис была художницей-резидентом Королевской академии изящных искусств в Амстердаме. В это время Канис создает проект «Адаптивная деградация».
С 2019 года преподает в Московской школе фотографии и мультимедиа им. Родченко. Совместно с Борисом Клюшниковым, Андреем Качаляном и Кириллом Савченковым Канис ведет практикум «Изображение в движении».
В 2020 году художница начинает работать над проектом «Беззубое сопротивление», который состоит из нескольких частей. Первая часть была создана в рамках программы «Турбулентность», организованной Cultural Creative Agency (CCA) при содействии Посольства Катара в России. Вторая часть проекта «Беззубое сопротивление. Дерево дружбы» была показана на фестивале современного искусства Survival Kit, организованном Латвийским Центром Современного Искусства в 2020 году. Следующая часть «Беззубого сопротивления» будет реализована в рамках выставки в Москве в 2021 году.
В 2020 году Канис стала лауреатом гранта AES+F Artist Residency Award, с помощью которого Полина Канис стала резидентом в программы The International Studio & Curatorial Program (ISCP) в Нью Йорке.
Сотрудничает с галереями Artwin (Москва) и Galerie C (Невшатель).
Живет и работает в Амстердаме.

## Групповые и персональные выставки (избранные)
- 2021 – “Don’t Turn Around”, Continuo, Амстердам (персональная выставка).
- 2021 – Post-Soviet Histories, REDCAT - Roy and Edna Disney/CalArts Theater, Лос Анджелес.
- 2020 – Фестиваль современного искусства Survival Kit, Латвийский центр современного искусства, Рига.
- 2020 – «Турбулентность», Сultural Creative Agency, Гостиный двор, Москва.
- 2020 – «Другие зоны», Кинопрограмма павильона Российской Федерации на Венецианской архитектурной биеннале 2020.
- 2020 – «Поколение XXI. Дар Владимира Смирнова и Константина Сорокина», Третьяковская галерея, Москва.
- 2020 – CYLAND Video Archive, The Oberhausen International Short Film Festival.
- 2019 – VISIO. Moving Images After Post-Internet, Palazzo Strozzi, Флоренция.
- 2018 – The Shift, TheWhyNot Gallery, Тбилиси.
- 2018 – The Beginning, the End and Everything Between Them, Екатеринбург (групповая выставка).
- 2018 – Performing Words, Filmwerkstatt, Düsseldorf (групповая выставка).
- 2018 – «Идеальный возраст». Специальный проект «Фокус» 6-й Московской международной биеннале молодого искусства. Московский музей современного искусства (MMOMA) (групповая выставка).
- 2017 – Solo Show Polina Kanis, IkonoTV, Берлин.
- 2017 – The Procedure, Haus Der Kunst, Мюнхен.
- 2017 – Videobox Festival, Carreau du Temple, Париж (групповая выставка).
- 2016 – The Shift, PROGR, Videokunst.ch showroom, Берн.
- 2016 – The Shift, Параллельная Программа 5-й Московской Биеннале Молодого Искусства, Москва.
- 2016 – The end of the world, The Centro per l’Arte Contemporanea Luigi Pecci, Прато (групповая выставка).
- 2016 – Rauma Biennale Baiticum 2016, Rauma Art Museum, Раума (групповая выставка).
- 2015 – Balagan!!!, Kunstquartier Bethanien, Берлин.
- 2015 – Digital Poet, Электромузей, Москва.
- 2014 – The World Must Still Be Young, Stiftelsen 3,14, Берген.
- 2014 – «Полупроводники», Stella Art Foundation, Москва (групповая выставка).
- 2014 – «Перформанс в России: картография истории», Музей современного искусства Гараж, Москва (групповая выставка).
- 2013 – In the Heart of the Country, Museum of Modern Art, Варшава (групповая выставка).
- 2013 – «Время репетиций», Галерея Триумф, Москва (групповая выставка).
- 2012 – «1,2,3,4», Мистецький арсенал, Киев.
- 2012 – «Ideal image», галерея Paperworks, Москва.
- 2012 – Russian Renaissance, Brot Kunsthalle, Вена (групповая выставка).
- 2011 – «Аудитория Москва. Эскиз публичного пространства», Белые Палаты, Москва.
- 2011 – 5 Международный Кинофестиваль А.Тарковского «Зеркало», Иваново.
- 2011 – «GOGOLFEST Festival», Киев.
- 2011 – East End Film Festival/10, Russian Art Festival, The Foundry Gallery, London.

## Награды
2019 ARCOmadrid Video Art Award 2019, шорт-лист.
2019 Премия Кандинского, финалист в номинации «Проект года».
2017 Премия Кандинского, финалист в номинации «Проект года».
2016 Премия им. Сергея Курёхина, в номинации «Лучший медиа объект».
2016 Премия «Инновация», шорт-лист в номинации «Новая генерация».
2016 Премия Кандинского, шорт-лист в номинации «Молодой художник. Проект года».
2015 Премия «Инновация», в номинации «Новая генерация».
(Приз Stella Art Foundation и Института Франции).
2011 Премия Кандинского, главный приз в номинации «Молодой художник. Проект года».
2011 Премия «Инновация», шорт-лист в номинации «Новая генерация».

## Работы находятся в собраниях
- Fonds régional d'art contemporain Bretagne (Frac Bretagne), Renne cedex
- In Between Art Film S.r.l., Рим
- Арт-центр Kadist, Париж
- Музей современного искусства, Варшава
- Государственный центр современного искусства, Москва
- Stella Art Foundation, Москва
- Фонд The Art Vectors Investment Partnership, Вена
- Aksenov Family Foundation, Москва
- Коллекция Газпромбанка, Москва
- Фонд Владимира Смирнова и Константина Сорокина, Москва
- The Foundation Videoinsight, Болонья
- Мультимедиа Арт Музей, Москва

## Проекты
| Год  | Название работы                        | Содержание |
| ---- | -------------------------------------- | --- |
| 2009 | «В музее»                              | Видео, 3K, аудио, стерео, 09’49’’. |
| 2010 | «Очищение»                             | Видео, луп. 3K, аудио, стерео, 20’00’’.                                                                                               |
| 2010 | «Яйца»                                 | Видео, 3K, аудио, стерео, 17’16’’. |
| 2011 | «Урок»                                 | Видео, 3K, аудио, стерео, 17’39’’. |
| 2011 | «Разминка»                             | Видео, 3K, аудио, стерео, 11’40’’. |
| 2012 | «Идеальная фотография»                 | Видео инсталляция. Видео, 3K, аудио, стерео,22'51''. Принт, C-Print, 1 принт, 100 cm x 100 cm / 12 принтов, C-Print, 29,7 cm x 21 cm. |
| 2013 | «Новый флаг»                           | Видео, луп. 3K, аудио, стерео, 6'26'', Фотография, C-Print, 80x80 cm.                                                                 |
| 2014 | «Парадный портрет»                     | Видео, 3K, аудио, стерео, 8’31”. |
| 2014 | «Праздник»                             | Видео, луп. 3K, аудио, стерео, 13’27”.                                                                                                |
| 2015 | «Бассейн»                              | Видео. 3K, аудио, стерео, 09’41”. |
| 2016 | «Смена»                                | Видео. 3K, аудио, стерео, 27’55”. |
| 2017 | «Процедура»                            | Трех-канальная видеоинсталляция. 3K, аудио, стерео, 24’39”.                                                                           |
| 2018 | «Не оборачивайся!»                     | Видео инсталляция. 3K, аудио, стерео, луп, 31’33”.                                                                                    |
| 2018 | «Адаптивная деградация»                | Инсталляция. Видео, 3K, аудио, стерео. Металлическая конструкция, объекты.                                                            |
| 2020 | «Беззубое сопротивление. Комната»      | Инсталляция. Видео, 3K, аудио, стерео, 31’49’’.                                                                                       |
| 2021 | «Беззубое сопротивлеие. Дерево дружбы» | Видео, 3K, аудио, стерео, 16’02’’. |

## Общественная позиция
В апреле 2015 года Полина Канис подписала коллективное обращение номинантов премии «Инновация» к художественному сообществу. В обращении выражалась поддержка театральному режиссёру Тимофею Кулябину (в рамках общественного обсуждения его постановки «Тангейзер») и требование отменить уголовную ответственность за оскорбление чувств верующих.